# Dubai Tennis Championships 2022
Dubai Tennis Championships 2022 var den 30:e upplagan för herrar och 22:a upplagan för damer av Dubai Tennis Championships, en tennisturnering i Dubai, Förenade Arabemiraten. Herrturneringen var en del av 500 Series på ATP-touren 2022 och spelades utomhus på hard court mellan den 21–26 februari 2022. Damturneringen var en del av WTA 500 på WTA-touren 2022 och spelades utomhus på hard court mellan den 14–19 februari 2022.

## Mästare

### Herrsingel
- Andrej Rubljov  besegrade  Jiří Veselý 6–3, 6–4

### Damsingel
- Jeļena Ostapenko besegrade  Veronika Kudermetova, 6–0, 6–4

### Herrdubbel
- Tim Pütz /  Michael Venus besegrade  Nikola Mektić /  Mate Pavić, 6–3, 6–7(5–7), [16–14]

### Damdubbel
- Veronika Kudermetova /  Elise Mertens besegrade  Lyudmyla Kichenok /  Jeļena Ostapenko 6–1, 6–3

## Poäng och prispengar

### Poängfördelning
| Gren       | Mästare | Final | Semifinal | Kvartsfinal | Åttondelsfinal | Sextondelsfinal | Kvalificerad till huvudturneringen | Kvalomgång 3 | Kvalomgång 2 | Kvalomgång 1 |
| Herrsingel | 500     | 300   | 180       | 90          | 45             | 0               | 20                                 | i.u.         | 10           | 0            |
| Herrdubbel | 500     | 300   | 180       | 90          | 0              | i.u.            | 45                                 | i.u.         | 25           | 0            |
| Damsingel  | 470     | 305   | 185       | 100         | 55             | 1               | 25                                 | 18           | 13           | 1            |
| Damdubbel  | 470     | 305   | 185       | 100         | 55             | 1               | i.u.                               | i.u.         | i.u.         | i.u.         |

### Prispengar
| Gren         | Mästare   | Final     | Semifinal | Kvartsfinal | Åttondelsfinal | Sextondelsfinal | Kvalomgång 3 | Kvalomgång 2 | Kvalomgång 1 |
| Herrsingel   | 523 740 $ | 282 300 $ | 149 870 $ | 76 570 $    | 40 875 $       | 21 800 $        | i.u.         | 11 170 $     | 6 270 $      |
| Herrdubbel * | 171 670 $ | 91 560 $  | 46 320 $  | 23 160 $    | 11 720 $       | i.u.            | i.u.         | i.u.         | i.u.         |
| Damsingel    | 104 180 $ | 64 800 $  | 37 500 $  | 17 500 $    | 9 000 $        | 6 200 $         | 3 000 $      | 2 000 $      | 1 500 $      |
| Damdubbel *  | 36 200 $  | 22 000 $  | 12 500 $  | 6 500 $     | 3 900 $        | i.u.            | i.u.         | i.u.         | i.u.         |

*per lag

## Tävlande i herrsingeln

### Seedning
| Land     | Spelare               | Rank1 | Seedning |
| -------- | --------------------- | ----- | -------- |
| Serbien  | Novak Djokovic        | 1     | 1        |
| Ryssland | Andrej Rubljov        | 7     | 2        |
| Kanada   | Félix Auger-Aliassime | 9     | 3        |
| Italien  | Jannik Sinner         | 10    | 4        |
| Polen    | Hubert Hurkacz        | 11    | 5        |
| Kanada   | Denis Shapovalov      | 12    | 6        |
| Ryssland | Aslan Karatsev        | 15    | 7        |
| Spanien  | Roberto Bautista Agut | 16    | 8        |

- Rankingen är per den 14 februari 2022.

### Övrig spelarinformation
Följande spelare fick ett wild card till turneringen:
- Malek Jaziri
- Andy Murray
- Lorenzo Musetti

Följande spelare kvalificerade sig genom kvalturneringen:
- Ričardas Berankis
- Taro Daniel
- Christopher O'Connell
- Jiří Veselý

Följande spelare kvalificerade sig som lucky losers:
- Alex Molčan
- Alexei Popyrin

### Spelare som dragit sig ur
Innan turneringens start
- Félix Auger-Aliassime → ersatt av  Alexei Popyrin
- Borna Ćorić → ersatt av  Jan-Lennard Struff
- Gaël Monfils → ersatt av  Kwon Soon-woo
- Botic van de Zandschulp → ersatt av  Alex Molčan

## Tävlande i herrdubbeln

### Seedning
| Land       | Spelare       | Land           | Spelare       | Rank1 | Seedning |
| ---------- | ------------- | -------------- | ------------- | ----- | -------- |
| Kroatien   | Nikola Mektić | Kroatien       | Mate Pavić    | 3     | 1        |
| USA        | Rajeev Ram    | Storbritannien | Joe Salisbury | 7     | 2        |
| Australien | John Peers    | Slovakien      | Filip Polášek | 18    | 3        |
| Tyskland   | Tim Pütz      | Nya Zeeland    | Michael Venus | 31    | 4        |

- Rankingen är per den 14 februari 2022.

### Övrig spelarinformation
Följande dubbelpar fick ett wild card till turneringen:
- Abdulrahman Al Janahi /  Omar Alawadhi
- Saketh Myneni /  Ramkumar Ramanathan

Följande dubbelpar kvalificerade sig genom kvalturneringen:
- Alexander Bublik /  Altuğ Çelikbilek

Följande dubbelpar kvalificerade sig som lucky losers:
- Dan Evans /  Ken Skupski
- Jonathan Erlich /  Jan-Lennard Struff

### Spelare som dragit sig ur
Innan turneringens start
- Marin Čilić /  Ivan Dodig → ersatt av  Jonathan Erlich /  Jan-Lennard Struff
- Karen Khachanov /  Andrej Rubljov → ersatt av  Dan Evans /  Ken Skupski

## Tävlande i damsingeln

### Seedning
| Land     | Spelare            | Rank1 | Seedning |
| -------- | ------------------ | ----- | -------- |
| Belarus  | Aryna Sabalenka    | 2     | 1        |
| Tjeckien | Barbora Krejčíková | 3     | 2        |
| Spanien  | Paula Badosa       | 5     | 3        |
| Spanien  | Garbiñe Muguruza   | 6     | 4        |
| Grekland | Maria Sakkari      | 7     | 5        |
| Polen    | Iga Świątek        | 8     | 6        |
| Estland  | Anett Kontaveit    | 9     | 7        |
| Tunisien | Ons Jabeur         | 10    | 8        |
| USA      | Danielle Collins   | 11    | 9        |
| Ukraina  | Elina Svitolina    | 15    | 10       |

- Rankingen är per den 7 februari 2022.

### Övrig spelarinformation
Följande spelare fick ett wild card till turneringen:
- Caroline Garcia
- Alison Riske
- Mayar Sherif
- Vera Zvonareva

Följande spelare fick dispens att deltaga i turneringen:
- Irina-Camelia Begu

Följande spelare kvalificerade sig genom kvalturneringen:
- Varvara Gracheva
- Marta Kostyuk
- Elena-Gabriela Ruse
- Kateřina Siniaková
- Markéta Vondroušová
- Dayana Yastremska

Följande spelare kvalificerade sig som lucky losers:
- Jil Teichmann
- Ajla Tomljanović

### Spelare som dragit sig ur
Innan turneringens start
- Belinda Bencic → ersatt av  Veronika Kudermetova
- Angelique Kerber → ersatt av  Elise Mertens
- Anett Kontaveit → ersatt av  Ajla Tomljanović
- Anastasija Pavljutjenkova → ersatt av  Camila Giorgi
- Karolína Plíšková → ersatt av  Jeļena Ostapenko
- Jelena Rybakina → ersatt av  Danielle Collins
- Maria Sakkari → ersatt av  Jil Teichmann

Under turneringens gång
- Markéta Vondroušová
- Danielle Collins

## Tävlande i damdubbeln

### Seedning
| Land     | Spelare              | Land     | Spelare                | Rank1 | Seedning |
| -------- | -------------------- | -------- | ---------------------- | ----- | -------- |
| Japan    | Ena Shibahara        | Kina     | Zhang Shuai            | 12    | 1        |
| Ryssland | Veronika Kudermetova | Belgien  | Elise Mertens          | 13    | 2        |
| Chile    | Alexa Guarachi       | Kroatien | Darija Jurak Schreiber | 23    | 3        |
| Kanada   | Gabriela Dabrowski   | Mexiko   | Giuliana Olmos         | 28    | 4        |

- Rankingen är per den 7 februari 2022.

### Övrig spelarinformation
Följande dubbelpar fick ett wild card till turneringen:
- Lucie Hradecká /  Sania Mirza
- Eden Silva /  Kimberley Zimmermann

### Spelare som dragit sig ur
Innan turneringens start
- Alexa Guarachi /  Nicole Melichar-Martinez → ersatt av  Alexa Guarachi /  Darija Jurak Schreiber